# Draco mindanensis
Draco mindanensis là một loài thằn lằn trong họ Agamidae. Loài này được Stejneger mô tả khoa học đầu tiên năm 1908.

## Hình ảnh

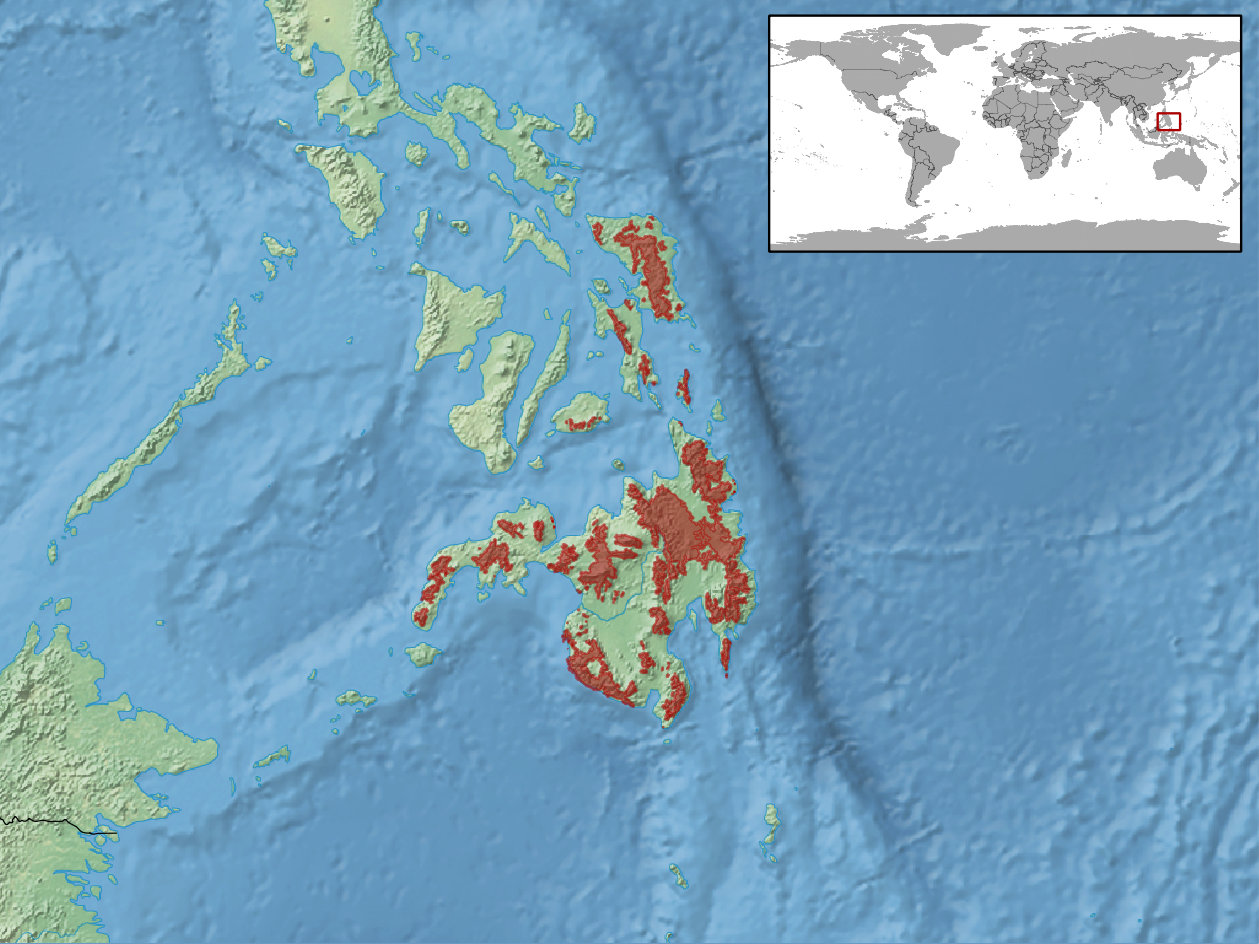